# Межелайтис, Эдуардас Беньяминович
Эдуа́рдас Беньями́нович Межела́йтис (лит. Eduardas Mieželaitis; 3 октября 1919, деревня Карейвишкяй Пакруойского района, Литва — 6 июня 1997, Вильнюс, Литва) — литовский советский поэт, переводчик и редактор, эссеист. Герой Социалистического Труда (1974). Народный поэт Литовской ССР (1974).

## Биография
В 1923 году с родителями переехал в Каунас. С 1939 года учился на юридическом факультете каунасского Университета Витаутаса Великого, который зимой 1940 года был переведён в Вильнюс. С 1935 года состоял в подпольной комсомольской организации. В 1940 работал в редакции газеты «Komjaunimo tiesa». Во время Великой Отечественной войны был эвакуирован вглубь СССР. С 1943 года — военный корреспондент в составе 16-й Литовской дивизии.
В 1943—1946 годах секретарь ЦК Комсомола Литвы. С 1946 года — редактор комсомольского журнала «Jaunimo gretos». Позднее работал в редакции журнала „Žvaigždutė“ («Звёздочка»), в Государственном издательстве политической и художественной литературы. В 1954—1959 годах секретарь Союза писателей Литвы, председатель правления СПЛ (1959—1970). Секретарь правления Союза писателей СССР (с 1959).
Член ЦК Литовской коммунистической партии (1960—1989), депутат Верховного Совета СССР (1962—1970), с 1975 года — заместитель председателя Президиума Верховного Совета Литовской ССР.
Не признавал независимости Литвы и остался коммунистом.

## Награды и звания
- Герой Социалистического Труда (27.09.1974)
- 2 ордена Ленина (01.10.1965; 27.09.1974)
- орден Октябрьской Революции (01.10.1979)
- орден Отечественной войны II степени (11.03.1985)
- 2 ордена Трудового Красного Знамени (16.03.1954; 03.10.1969)
- орден Дружбы народов (16.11.1984)
- орден Красной Звезды (02.07.1945)
- медали
- Ленинская премия (1962)
- Премия имени Дж. Неру (1969)
- Народный поэт Литовской ССР (1974)

## Литературная деятельность
Дебютировал в нелегальном комсомольском альманахе и гимназической газете в 1935 году. Первые сборники стихотворений „Lyrika“ («Лирика», 1943) и „Tėviškės vėjas“ («Ветер родины», 1946). На общем собрании литовских советских писателей в 1946 году был подвергнут резкой критике за «безыдейность творчества». После этого занимался переводами А. С. Пушкина, М. Ю. Лермонтова, Т. Г. Шевченко, Ш. Петёфи и выпустил несколько книжек со стихами для детей (лит. „Aš jau ne pipiras: eilėraščiai vaikams“, 1945, „Kuo būti?“ («Кем быть», 1947), „Ką sakė obelėlė“ («Что сказала яблонька», 1951).
Автор эпической «Братской поэмы» (1955), сборников стихотворений и поэтической публицистики „Mano lakštingala“ («Мой соловей», 1952), «Чужие камни» (1957), «Солнце в янтаре» (1961), «Автопортрет. Авиаэскизы» (1962), «Южная панорама» (1963), «Кардиограмма» (1963), «Лирические этюды» (1964), «Хлеб и слово» (1965), «Ночные бабочки» (1966), «Здесь Литва» (1968), «Горизонты» (1970), «Барокко Антакальниса» (1971), «Янтарная птица» (1972) и многих других.
Широкую известность получила его книга стихов «Человек» (лит. „Žmogus“, 1961; Ленинская премия, 1962), переведённая на многие языки.

## Издания

### На русском языке
- Кастант-музыкант. М., 1952.

Кастант-музыкант. Фрунзе, 1965.
Кастантас-музыкант. Вильнюс, 1978.
Кастантас-музыкант. Вильнюс, 1979.
Кастант-музыкант: для дошкольного возраста. Ленинград, 1983.
- Крылья: для младшего школьного возраста. Вильнюс, 1953
- Братская поэма. Вильнюс, 1955.
- Братская поэма. М., 1956.
- Весенние гости: стихи. М., 1959
- Зайчик-мальчик: стихи: для дошкольного возраста. Вильнюс, 1960
- Человек: стихи / Перевод М. Алигер, И. Вронский, Вл. Корнилов, С. Кирсанов, Ст. Куняев, С. Ломинадзе, Л. Мартынов, А. Межиров, Б. Слуцкий, В. Тушнова. (Гравюры на дереве С. Красаускаса). Вильнюс, 1961.
- Кардиограмма: стихи. М., 1963.
- Человек (гравюры С. Красаускаса). М.: Политиздат, 1963

Человек. Ереван, 1965.
Человек. М., 1971.
Человек. Вильнюс, 1975.
- Вечная струна: стихи. М., 1965.
- Авиаэтюды. Москва, 1966.
- Ночные бабочки. М., 1969.
- Алелюмай. М., 1970.
- Контрапункт. М., 1972
- Дневник Дайны. Москва, 1976
- Голос / Стихи в пер. Л. Мартынова. Вильнюс, 1977.
- Моя Итака. М., 1978.
- Идет по свету солнце: из поэмы. М., 1978.
- Пантомима. М., 1980.
- Клочок небес. Вильнюс, 1981.
- Зайка — зазнайка: для дошкольного возраста. Вильнюс, 1982.
- Армянский феномен: стихи, статьи, заметки. Ереван, 1982.
- Сказки моего детства. М., 1982.
- Стихотворения. Москва, 1984.
- Мой двойной Арарат: стихи, поэмы, очерки. Ереван, 1984.
- Асимметрия. Вильнюс, 1985.
- Гномы. Вильнюс, 1987
- Дневник Дайны. Вильнюс, 1987.
- Зеленый пиджак. М., 1991.

### Собрание сочинений
- Собрание сочинений в 3-х томах: Пер. с литов. [Сост. Б. Залесская ; Вступ. статья В. Огнева]. — М.: Художественная литература, 1977.
- Сочинения в 8-ми томах. Вильнюс: Вага, 1982—1985:
  - Т. 1. Стихи. — Вильнюс: Вага, 1982. — 558 с.: портр.; В пер.
  - Т. 2. Авиаэскизы: [Стихи]. — Вильнюс: Вага, 1982. — 558 с.; В пер.
  - Т. 4. Пантомима: Стихи, эссе. [Примеч. В. Вилноните]. — Вильнюс: Вага, 1983. — 638 с.; В пер.
  - Т. 5. Монодрама: Стихи, поэтич. проза, эссе. [Примеч. В. Вилноните]. — Вильнюс: Вага, 1984. — 606 с.; В пер.
  - Т. 6. Стихи, поэтическая публицистика. [Примеч. В. Вилноните]. — Вильнюс: Вага, 1984. — 590 с.; В пер.
  - Т. 7 / [Примеч. В. Вилноните]. — Вильнюс : Вага, 1985. — 511 с.; ISBN В пер.

### Сборники стихотворений
- Dainų išausiu margą raštą. 1952.
- Mano lakštingala. 1956.
- Žvaigždžių papėdė. 1959.
- Broliška poema. Vilnius, 1960
- Lineliai. Vilnius, 1960
- Saulė gintare: eilėraščiai, apmąstymai. Vilnius, 1961
- Žmogus. Vilnius, 1962.
- Autoportretas. Aviaeskizai, 1962.
- Atogrąžos panorama. 1963.
- Lyriniai etiudai. 1964.
- Naktiniai drugiai: monologas. Vilnius, 1966.
- Antakalnio barokas. 1971.
- Žibuoklių žvaigždynai. 1977.
- Kardiograma. 1978.
- Postskriptumai. 1986.
- Gnomos. 1987.
- Laida. 1992.
- Saulės vėjas. 1995.
- Mitai. 1996.
- Mažoji lyra. 1999.